# Darenn Mbadinga
Darenn Mbadinga, ou simplement appelé Darenn, de son vrai nom Mbadinga David Owen, est un financier et chanteur de R&B alternatif gabonais actif en France,,.

## Biographie

### Enfance et début
Né au Cap Esterias où il passera les premières années de sa vie, il déménage vers la capitale Libreville vers 2008.
David s’intéresse très tôt à la musique et développe une passion pour le rap et plus tard le R&B et le Zouk.

### Carrière
Passionné de musique, il commence alors à écrire pour de nombreux jeunes artistes gabonais et débute des démos.
Il sort son premier morceau La façon dont tu doutes de tes sentiments en 2018 puis réalise un mini-projet intitulé DarennLove l’année suivante. Il annonce un projet en 2020 intitulé 1997 et sort comme single principal le titre Le Darenn,.
Il a samplé le titre The Morning de l’artiste canadien The Weeknd en 2021 dans son titre Motivation.
Après avoir sorti son album intitulé 1997 distribué par Keyzit France en partenariat avec Universal Music France en 2021 ainsi que le morceau 19 qui sera en rotation sur Hit Radio, il voyage vers la France pour poursuivre dans un premier temps ses études,.
Il vit principalement à Montpellier depuis 2022.
Il a aussi remixé un des titres de la mixtape du rappeur Xclvsif.
En Février 2023, il annonce un nouveau projet et sort le single Maintenant, qui en est le premier extrait. Il fait ses premières scènes à Montpellier en Juin 2023.
En 2024, il supprime presque toutes ses anciennes musiques, adopte une nouvelle approche musicale et travaille notamment en tant qu’agent analyste dans le domaine de la finance administrative.

## Discographie

### Albums & Eps
- 2019 : DarennLove[19]
- 2021 : 1997

### Singles
- Juin 2018 : Birthday Sex (Remix)
- Février 2020 : La Façon Dont Tu Doutes De Tes Sentiments[20]
- Mars 2020 : Motivation
- Septembre 2020 : Gagnons En Temps
- Juin 2021 : Pretty Girl
- Juillet 2021 : Le Darenn[21],
- Août 2022 : 19
- Février 2023 : Maintenant[22]